# Konstantinos Laifis
Konstantinos Laifis (griechisch Κωνσταντίνος Λαΐφης Konstandínos Laΐfis, * 19. Mai 1993 in Paralimni, Zypern) ist ein zypriotischer Fußballspieler.
Der Abwehrspieler spielt aktuell beim belgischen Erstdivisionär Standard Lüttich. Er gehört dem aktuellen Kader der zyprischen Fußballnationalmannschaft an.

## Karriere
Bereits als Jugendlicher spielte Laifis zwei Jahre beim englischen Verein Nottingham Forest, kehrte dann aber nach Zypern zu Anorthosis Famagusta zurück. Dort begann seine Profikarriere 2013.
Zu Beginn wurde er zum zypriotischen Verein Alki Larnaka ausgeliehen. Nach Ende dieser Leihe nach einem halben Jahr spielte er für Anorthosis Famagusta selbst.
Im Sommer 2016 wechselte er zum griechischen Verein Olympiakos Piräus. Von dort wurde er sofort zum belgischen Verein Standard Lüttich ausgeliehen. Nach zwei Jahren wechselte Laifis dann endgültig in den Kader von Standard Lüttich. Am 21. Juli 2019 wurde eine Verlängerung seines Vertrages bis 2022 bekannt.
In der Saison 2020/21 bestritt Laifis 31 von 40 möglichen Ligaspielen für Standard, bei denen er ein Tor schoss, sowie fünf Pokal- und sieben Europapokal-Spielen mit jeweils einem weiteren Torerfolg. In der nächsten Saison waren es 19 von 34 möglichen Ligaspielen mit zwei Toren und einem Pokalspiel. In der Saison 2022/23 wurde er bei 31 von 40 möglichen Spielen, bei denen er ein Tor schoss, sowie zwei Pokalspielen eingesetzt.
Für die letzten drei Play-off-Spiele war Laifis aus familiären Gründen beurlaubt. Der Verein nutzte eine Option, den Vertrag des Spielers um eine Saison bis Juni 2024 zu verlängern. Nach Aussagen des Spielers war ihm dies jedoch nicht mitgeteilt wurden. Nachdem Laifis nicht zum Wiederbeginn beim Training erschienen war, wurde er vom Verein bis Mitte September 2023 suspendiert. Dadurch kam er in dieser Saison auf 26 von 40 möglichen Ligaspielen, in denen er zwei Tore schoss, sowie zwei Pokalspiele.
Infolge Ablauf seines Vertrages ist er ab Beginn der Saison 2024/25 ohne Vertrag.

### Nationalmannschaft
Ab der U 17-Mannschaft spielte er in mehreren Junioren-Auswahlen und dann in der A-Nationalmannschaft von Zypern. Mangels deren Qualifikation kam es noch zu keinen Einsätzen bei Europa- und Weltmeisterschaften.

## Erfolge
- Belgischer Pokalsieger: 2017/18